# Dennis Christopher
 (juin 2009).
Si vous disposez d'ouvrages ou d'articles de référence ou si vous connaissez des sites web de qualité traitant du thème abordé ici, merci de compléter l'article en donnant les références utiles à sa vérifiabilité et en les liant à la section « Notes et références ».
Dennis Christopher, de son vrai nom Dennis Carrelli est un acteur américain né le 2 décembre 1950 à Philadelphie.

## Carrière
Il est révélé au public par son rôle dans La Bande des quatre (Breaking Away) en 1979 où il interprète Dave Stoller. Il est également connu pour ses autres rôles dans Les Chariots de feu (Chariots of Fire) et Fondu au noir (Fade to Black).
Il apparaît dans une quarantaine de films et de séries TV depuis 1975.
Il incarne de nombreux rôles à la télévision notamment celui du célèbre tueur en série Jack de tous les coups (Jack of All Trades) dans la série Profiler. C'est dans ce rôle qu'on le connaît plus particulièrement en France.
Il a également incarné le rôle d'Eddie Kaspbrak en 1990 dans « Il » est revenu, adaptation du roman de Stephen King Ça (It), ainsi que celui de Desmond Floyd dans le film Jake Speed, ou encore Deadwood dans les series HBO.
Christopher est également apparu en "guest-star" dans deux épisodes des séries Star Trek : dans l'épisode La Quête - 2/2 (The Search, Part II) pour la série Star Trek : Deep Space Nine et dans l'épisode Détenus (Detained) pour la série Star Trek : Enterprise.
Il interprète également le démon-sorcier Cyvus Vail dans trois épisodes de la série Angel.
En décembre 2006, il joue le rôle du Docteur Martin Ruber dans la minisérie The Lost Room sur la chaine Sci Fi.

## Filmographie

### Au cinéma
- 1971 : Blood and Lace de Philip S. Gilbert : Pete
- 1971 : The Young Graduates de Robert Anderson : Pan
- 1972 : Fellini Roma de Federico Fellini : le hippie
- 1977 : Trois Femmes (Three Women) de Robert Altman : le livreur de sodas
- 1977 : September 30, 1955 de James Bridges : Eugene
- 1978 : Un mariage (A Wedding) de Robert Altman : Hughie Brenner
- 1979 : Ça glisse... les filles ! (California Dreaming) de John D. Hancock : T.T.
- 1979 : La Bande des quatre (Breaking Away) de Peter Yates : Dave Stoller
- 1979 : Danny Travis le justicier (The Last Word) de Roy Boulting : Ben Travis
- 1980 : Fondu au noir (Fade to black) de Vernon Zimmerman : Eric Binford
- 1981 : Les Chariots de feu (Chariots of Fire) de Hugh Hudson : Charles Paddock
- 1982 : Don't Cry, It's Only Thunder de Peter Werner : Brian Anderson
- 1983 : Didn't You Hear... de Skip Sherwood : Kevin
- 1986 : Jake Speed d'Andrew Lane : Desmond Floyd
- 1986 : Flight of the Spruce Goose de Lech Majewski : Stan
- 1987 : Alien Predator de Deran Sarafian : Damon
- 1988 : Friends de Kjell-Åke Andersson : John
- 1989 : A Sinful Life de William Schreiner : Nathan Flowers
- 1990 : Circuitry Man de Steven Lovy : Leach
- 1991 : Dead Women in Lingerie d'Erica Fox : Lapin
- 1993 : Le Double maléfique (Doppelganger) d'Avi Nesher : Docteur Heller
- 1993 : Necronomicon (H.P. Lovecraft's: Necronomicon) de Brian Yuzna, Christophe Gans et Shūsuke Kaneko : Dale Porkel
- 1994 : Plughead Rewired: Circuitry Man II de Robert Lovy et Steven Lovy : Leach
- 1995 : Bad English I: Tales of a Son of a Brit de Michael Dangero
- 1995 : Aurora: Operation Intercept de Paul Levine : Victor Varenkov
- 1996 : Le Dernier Anniversaire (It's My Party) de Randal Kleiser : Douglas Reedy
- 1996 : The Silencers de Richard Pepin : Comdor
- 2001 : Mind Rage de Mark Allen Michaels : Steve
- 2004 : Nine Lives de Dean Howell : Mikey
- 2012 : Django Unchained de Quentin Tarantino : Leo Moguy

### À la télévision
- 1967 : Au cœur du temps (saison 1, épisode 27) : Merlin
- 1976 : Bernice Bobs Her Hair (téléfilm) : Charley
- 1983 : Shelley Duvall's Faerie Tale Theatre (saison 2, épisode 4) : Jack
- 1984 : Bizarre, bizarre (saison 7, épisode 5) : Killer
- 1984 : Trapper John, M.D. (saison 6, épisode 8) : Daryl Kirby
- 1985 : Clair de lune (saison 2, épisode 2) : Benjamin Wylie
- 1986 : Cagney et Lacey (saison 5, épisode 22) : Dr. Stanley
- 1986 : Equalizer (saison 2, épisode 10) : Father Nicholas Kostmayer
- 1987 : Stingray (saison 2, épisode 9) : Joshua Williams
- 1987 : Hooperman (saison 1, épisode 9) : Danny Welles
- 1989 : Christabel (téléfilm) : U.S. Airman
- 1989 : Matlock (saison 4, épisode 6) : Noel Bishop
- 1990 : « Il » est revenu de Tommy Lee Wallace : Eddie Kaspbrak
- 1990 : Arabesque (saison 6, épisode 20) : Dr. Henry Carlson
- 1991 : Monsters (saison 3, épisode 22) : Laurence Bauer
- 1991 : False Arrest (téléfilm) : Wally Roberts
- 1992 : Guerres privées (Civil Wars) (saison 1, épisode 7)
- 1992 : Extrême Jalousie (Willing to Kill: The Texas Cheerleader Story) (téléfilm) : Randy
- 1993 : Arabesque (saison 9, épisode 11) : Lyman Taggart
- 1994 : Star Trek : Deep Space Nine (saison 3, épisode 2) : Borath
- 1994 : The Cosby Mysteries (saison 1, épisode 9)
- 1995 : The Watcher (en) (saison 1, épisode 3)
- 1995 : L'Invasion des abeilles tueuses (Deadly Invasion: The Killer Bee Nightmare) (téléfilm) : Pruitt Taylor Beauchamp
- 1996 : SeaQuest, police des mers (seaQuest 2032) (saison 3, épisode 12) - Ambassador Dillington
- 1996 : The Sentinel (saison 1, épisode 5) : Dr. Anthony Bates
- 1996 : Pacific Blue (saison 1, épisode 11) : Dr. Mortimer T. Anton
- 1996 : Les Aventures fantastiques de Tarzan (saison 1, épisode 1) : Paul D'Arnot
- 1996 : Skeletons de David DeCoteau (téléfilm) : Jim Norton
- 1996 : Burning Zone : Menace imminente (The Burning Zone) (saison 1, épisode 6)
- 1996 - 1999 : Profiler (saison 1, épisodes 1 et 21 | saison 2, épisodes 1 et 19 | saison 3, épisodes 14 et 20 | saison 4, épisodes 1 et 2) : Jack of All Trades/Albert Newquay
- 1998 : New York Undercover (saison 4, épisode 4) : Dr. Royce
- 2000 - 2001 : FreakyLinks (saison 1, épisodes 1 et 6) : Vince Elsing
- 2001 : The Ballad of Lucy Whipple (téléfilm) : Joshua 'Carrots' Beale
- 2001 : Roswell (saison 2, épisodes 13 et 14) : Bobby Dupree
- 2001 : Kate Brasher (saison 1, épisodes 3 et 6) : Jesus
- 2002 : Star Trek : Enterprise (saison 1, épisode 21) : Détenus (Detained)
- 2002 : Preuve à l'appui (saison 2, épisode 6) : Charles Rutledge
- 2003 : Six Feet Under (saison 3, épisode 4) : Kevin Lamb
- 2003 : New York, section criminelle (saison 2, épisode 19) : Roger Coffman
- 2004 : New York Police Blues (saison 12, épisode 6) : Mr. Prosser
- 2006 : Deux femmes en danger (Trapped) : Adrien
- 2006 : Deadwood (saison 3, épisodes 5, 7 , 9 et 11) : Bellagarde
- 2006 : The Lost Room : Dr. Martin Ruber
- 2007 : Esprits criminels (saison 3, épisode 14) : Abner Merriman

## Récompenses et nominations
- 1980 : Élu meilleur espoir masculin lors de la cérémonie de la BAFTA pour son rôle dans La Bande des quatre
- 1980 : Élu meilleur jeune acteur pour son rôle dans La Bande des quatre
- 1980 : Nommé aux Golden Globes en tant que meilleur acteur masculin de l'année pour son rôle dans La Bande des quatre
- 1981 : Nommé dans la catégorie de meilleur acteur lors de la cérémonie de l'Academy of Science Fiction, Fantasy & Horror Films pour son rôle dans Fondu au noir (Fade to Black)